# Empire Earth II
Empire Earth II (chamado também de EE) é um jogo de estratégia em tempo real (RTS) no qual você escolhe sua civilização e a guia por diversos períodos da história. Diferente da série Age of Empires, Empire Earth II como seu predecessor Empire Earth além de guiar sua civilização por toda a história registrada da humanidade, você avança para um suposto futuro, de ficção científica (as duas últimas eras do jogo) onde robôs gigantes combatem contra tanques e ciborgues futuristas.
Em 15 de fevereiro de 2006 o jogo recebeu uma expansão The Art of Supremacy, com novas Civilizações e Campanhas.

## Civilizações
No jogo há 14 civilizações, que são:
- Alemães
- Americanos
- Britânicos
- Romanos
- Egípcios
- Turcos
- Babilônios
- Chineses
- Japoneses
- Coreanos
- Astecas
- Maias
- Incas
- Gregos

## Jogabilidade
Um conceito novo que foi introduzido na série foi o sistema de estradas, as quais o jogador constrói através do império para acelerar o movimento de suas unidades, e a divisão do mapa por territórios, onde o jogador só pode tomar o controle construindo um centro da cidade no mesmo.
Existe também um sistema de "coroas". Existem três coroas no jogo: A coroa Imperial, a coroa Militar e a coroa Econômica. Elas funcionam como um bônus que premiam jogadores que mantêm seu jogo focado em uma das três áreas. Essas coroas ficam em poder do jogador enquanto ele mantiver o melhor status geral em uma dessas três áreas. O jogador pode também acumular todas as três coroas simultaneamente. Para cada coroa que você obtém, uma unidade especial aparece para seu uso, cada uma focada nas características da coroa. Elas são unidades (exageradamente) maiores que as outras.

## Épocas
As 15 épocas do Empire Earth II são: 
- Idade da Pedra (10.000 - 5000 a.C.)
- Idade do Cobre (5000 - 2500 a.C.)
- Idade do Bronze (2500 - 1000 a.C.)
- Idade do Ferro (1000 a.C. - 400)
- Idade das Trevas (400 - 800)
- Idade Média (800 - 1300)
- Renascimento (1300 - 1500)
- Era Imperial (1500 - 1650)
- Iluminismo (1650 - 1800)
- Era Industrial (1800 - 1900)
- Idade Moderna (1900 - 1940)
- Era Atômica (1940 - 1980)
- Era Digital (1980 - 2030)
- Era Genética (2030 - 2130)
- Era Sintética (2130 - 2230)

## Recepção
O jogo recebeu boas críticas nos principais sites de jogos americanos relacionados. Foi elogiado
pela grande variedade de unidades, culturas, épocas e inovações que apresentou. Porém, foi menos aclamado que o antecessor, por ser um pouco mais complexo e menos parecido com o original, o que decepcionou alguns fãs.
Também a jogabilidade se mostrou intimidadora para novatos, que apesar de não estar nada muito além dos principais jogos do gênero, ainda é mais complexa que a do antecessor.

## Códigos (cheats)
Para os códigos serem liberados, pressione ENTER e digite: icheat, do contrário nenhum irá funcionar. Faça-os no jogo apertando ENTER e digitando o código.
- Mais 10000 de todos os recursos: loot
- Mais 50 pontos de tecnologia: give tech
- Atacar uma unidade tirando 20 pontos: punish
- Avançar de epoca instantaneamente: epoch up
- Recarregar o poder de uma unidade: recharge me
- Jogar no modo Deus: play god
- Converter uma unidade: convert
- Construção instântanea: sea monkeys
- Vencer a campanha: win
- Desfazer todos os codigos: idontcheat